# Villa Parrilla
Villa Parrilla es una población cercana a la ciudad de Villahermosa, capital del estado, forma parte de la Zona Metropolitana de Villahermosa.
Es parte de un eje urbano conformado por: Huapinol, Pueblo Nuevo de las Raíces, Estanzuela, La Lima y Playas del Rosario.
En los últimos años, a raíz de la inundación de Tabasco en 2007, y por estar estas poblaciones ubicadas en lomeríos y zonas altas, este corredor urbano ha sido receptor de importantes obras viviendísticas, como los fraccionamientos: Gracias México, 27 de Octubre, Bicentenario, San Manuel y Los Pinos, construidos por el Gobierno del Estado, que en su conjunto suman más de 30,000 nuevas casas, así como muchos otros fraccionamientos privados, lo que ha propiciado el crecimiento urbano de estas poblaciones, incluyendo a la Villa Parrilla.

## Infraestructura
La comunidad de Villa Parrilla se encuentra totalmente urbanizada y se considera la delegación más importante de tabasco, tiene sus calles pavimentadas y cuenta con todos los servicios municipales.
En la comunidad hay dos supermercados, una tienda Mi Bodega Aurrerá y una Soriana Express.
La comunidad forma parte del gran corredor viviendistico de las 3 villas del municipio de Centro y que se localizan al sur de la ciudad de Villahermosa y que son: Villa Parrilla, Villa Playas del Rosario y Pueblo Nuevo de las Raíces, este gran corredor se extiende en lo ancho de la carretera Villahermosa-Teapa por lo que cuenta con todos los servicios.

### Servicios
La comunidad, cuenta con todos los servicios municipales como son: agua potable, alumbrado público, drenaje y alcantarillado, recolección de basura, bacheo de calles, entre otros, los cuales son otorgados por el Ayuntamiento del Municipio de Centro. También, cuenta con otros servicios como mercado público, parques y panteón, telefonía fija, red de telefonía celular e Internet.

### Urbanismo
En esta comunidad y zona, hay fraccionamientos y residencias, zonas habitacionales de varios niveles. 
Algunos de estos desarrollos urbanos ubicados en la zona son:
- Fovissste Parrilla km. 9
- Infonavit Parrilla km. 11 (Los Condominios)
- Cerrada La Lupe km. 10.5
- Huapinol Parrilla
- Fracc. Parrilla II (kilómetro 15)
- Juchimán
- Daniel Espinoza Galindo
- Casa del Árbol, 1.ª. Etapa, 2.ª. Etapa y 3.ª. Etapa
- Popular Manuel Silva
- Chilam Balam
- Las Margaritas
- Jardines de Parrilla
- 27 de Octubre
- Fracc. San Manuel (km 15)
- San Antonio
- Gracias México
- Tres Ceibas
- Lomas de Esquipulas
- Santa Fe
- Policía y Tránsito
- Villa Floresta
- Casa para Todos
- Villa de los Claustros
- Fracc. El Paraíso (km 15)

Entre otras.
Estos fraccionamientos se han realizado para descongestionar a la ciudad de Villahermosa, así como para reubicar a miles de familias que vivían en zonas de riesgo que según la Comisión Nacional del Agua (CONAGUA) y el Gobierno del Estado, eran susceptibles de sufrir inundaciones, al estar acentadas en zonas bajas y en causes de los ríos.
Posiblemente termine Villa Parrilla incluido en la marcha urbana totalmente, debido a la construcción de la Ciudad Esmeralda que está anunciada en las cercanías de la villa y Guayabal.

## Economía
La actividad principal de la villa es el comercio y los servicios, la zona ya no se dedica a la agricultura y ganadería
debido a que el terreno se ha urbanizado totalmente.

### Industria
La principal industria de la villa, es la planta de distribución de la empresa Pepsi. Aunque también está proyectada para construirse la planta de agua embotellada Bonafont. En comunidades menos urbanizadas como La Lima se maneja aún la ganadería y se exportan frecuentemente algunas frutas como los tomates a la central de abasto de villahermosa.

## Vías de comunicación
En esta villa se puede llegar por:
- La carretera federal N.º 195 Villahermosa-Teapa -Tuxtla Gtz., que recientemente se ha ampliado de 2 a 4 carriles, y que comunica a Villa Parrilla, con las ciudades de Villahermosa, Teapa, Jalapa y Tacotalpa.